# Peter Norman Nissen

Die Nissenhütte

Peter Norman Nissen (* 6. August 1871 in New York City; † 2. März 1930) war ein US-amerikanisch/kanadischer Ingenieur und Offizier der britischen Armee.

## Leben
Peter Norman Nissen entwickelte im Jahr 1916 für die britische Armee die später nach ihm benannte Nissenhütte, eine selbsttragende Konstruktion aus Wellblech, die für Unterkünfte im Ersten und Zweiten Weltkrieg genutzt wurde. Nach dem Zweiten Weltkrieg diente sie auch als Notunterkunft für Zivilisten.